# Kanton Annot
Kanton Annot (fr. Canton d'Annot) je francouzský kanton v departementu Alpes-de-Haute-Provence v regionu Provence-Alpes-Côte d'Azur. Tvoří ho sedm obcí.

## Obce kantonu
- Annot
- Braux
- Le Fugeret
- Méailles
- Saint-Benoît
- Ubraye
- Vergons